# Lifeforce Records
La Lifeforce Records è una compagnia discografica tedesca di genere metal che ha posto sotto contratto numerose band tedesche ma, soprattutto, la band statunitense Trivium dal 2003 al 2004, producendo l'album Ember to Inferno.

## Gruppi sotto contratto
- At the Soundawn (Italia)
- Blackout Argument (Europa)
- Burning Skies
- By Night
- Cipher System (Europa)
- Deadlock
- Deadsoil
- Death Before Disco
- Endstand
- Fall of Serenity
- Hand to Hand
- Heaven Shall Burn (USA)
- Hell Within
- Herod
- Intronaut
- The Last Felony
- Last Winter
- Nahemah
- Nightrage
- Raintime (Europa)
- Raunchy
- War from a Harlots Mouth
- Withered

## Vecchi gruppi
- All That Remains (Europa)
- Between the Buried and Me
- Beyond the Sixth Seal
- Caliban (Europa)
- Cataract
- Destiny
- End This Day
- Enforsaken
- Fear my Thoughts
- Heaven Shall Burn (Europa)
- Liar
- Mindfield
- Sunrise
- The Underwater (Europa)
- The Year of Our Lord
- Trivium
- Ready, Set, Fall!

## Principali album
- Beyond the Sixth Seal - Earth and Sphere
- Caliban vs. Heaven Shall Burn - The Split Program II
- Caliban - Vent
- Cipher System - Central Tunnel Eight
- Deadlock - Earth.Revolt
- Deadsoil - The Venom Divine
- End This Day - Sticker
- Fall of Serenity - Bloodred Salvation
- Fear my Thoughts - Hell Sweet Hell
- Herod - Rich Man's War, Poor Man's Fight